# Eugen Pauliny
Eugen Pauliny (ur. 13 grudnia 1912 w Zwoleniu, zm. 19 maja 1983 w Bratysławie) – słowacki językoznawca, słowacysta. Specjalizował się w historii i dialektologii języka słowackiego.
Był profesorem Uniwersytetu Komeńskiego w Bratysławie. Uważany za jedną z czołowych postaci słowackiego językoznawstwa po drugiej wojnie światowej.

## Życiorys
W latach 1930–1935 studiował język słowacki i łacinę na Wydziale Filozoficznym Uniwersytetu Komeńskiego. W 1938 r. uzyskał „mały doktorat” (PhDr.); od 1943 r. docent, od 1945 r. profesor, od 1958 r. doktor nauk. Od 1968 r. był członkiem korespondentem Słowackiej Akademii Nauk.
Redaktor czasopism naukowych. W latach 1964–1966 był redaktorem naczelnym „Jazykovedného časopisu”.

## Wybrana twórczość
- Štruktúra slovenského slovesa (1943)
- Krátka gramatika slovenská (1960, 1980)
- Fonologický vývin slovenčiny (SAV, Bratysława 1963)
- Dejiny spisovnej slovenčiny I. Od začiatkov až po Ľudovíta Štúra (Bratysława 1971)
- Dejiny spisovnej slovenčiny od začiatkov po súčasnosť (Veda, Bratysława 1983)
- Vývin slovenskej deklinácie (1990) ISBN 80-224-0164-1